# Chronologie de l'Empire romain d'Orient

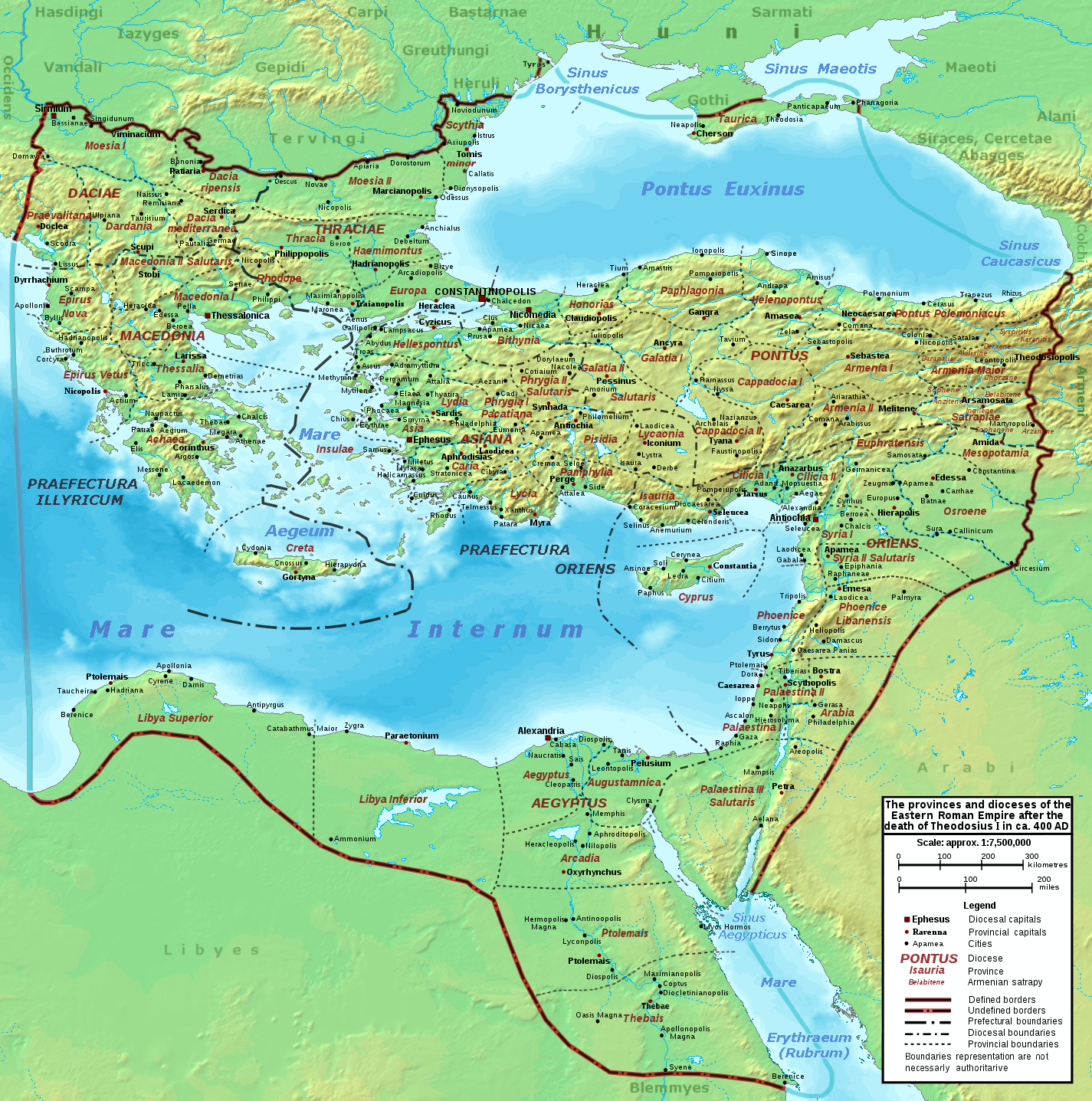
L'Empire romain d'Orient en l'an 400.

## Chronologie détaillée

Évolution territoriale de l'Empire romain d'Orient.

### IIIesiècle
- 293 : Instauration de la tétrarchie

### IVesiècle
- 324 : Constantin Ier devient le seul empereur
- 325 : Ier concile de Nicée ; rejet de l'Arianisme
- 330 : Fondation de la Nova Roma, Constantinople, par Constantin Ier
- 337 : Mort de Constantin
- 361 : Julien fait construire un port pour son énorme flotte à Constantinople
- 362 : conquête de la Perse par Julien
- 363 : La perte de la Mésopotamie et de l’Arménie est entérinée par un traité avec les Perses
- 364 : Valens devient empereur d’occident
- 365 : Tentative d’usurpation de Procope à Constantinople
- 369 : Valens force le roi wisigoth Athanaric à accepter un traité qui lui est peu favorable sur la frontière du Danube
- 378 : L’aqueduc de Valens est achevé à Constantinople
- 379 : Théodose Ier monte sur le trône impérial
- 380 : Ier concile œcuménique de Constantinople où l’arianisme est condamné
- 390 : Théodose fait ériger un obélisque du temple de Karnak sur l’Hippodrome de Constantinople
- 395 : à la mort de Théodose Ier, l'Empire romain est partagé en deux parties : l'Empire romain d'Occident et l'Empire romain d'Orient (en grec Βασιλεία Ρωμαίων / Basileía Rômaíôn), dit Empire byzantin par Hieronymus Wolf, qui durera jusqu'au XVe siècle. Sa capitale est Constantinople.
- 395-408 : règne d'Arcadius
- 397 : Jean Chrysostome est nommé patriarche de Constantinople.

### Vesiècle
- 404 : Un tremblement de terre est interprété par le peuple de Constantinople comme de la colère divine à l’égard de l’impératrice Eudoxie et du patriarche Théophile pour leur mauvaise conduite envers Jean Chrysostome
- 408-450 : règne de Théodose II
- 410 : Le wisigoth Alaric Ier pille Rome pour prendre le pouvoir
- 413 : Début de la construction à Constantinople du Mur Théodosien, triple ligne de remparts
- 414 : Pulchérie devient régente de l’Empire romain d’Orient
- 422 : Théodose II paie un tribut aux Huns et signe un traité de paix avec les Perses
- 431 : Concile d'Éphèse ; condamnation du Nestorianisme
- 447 : Les murs de Constantinople sont endommagés par un tremblement de terre. Attila ravage le Péloponnèse jusqu’aux Thermopyles
- 448 : Début de la crise du monophysisme
- 449 : Nouveau concile à Éphèse. Théodose II tente de négocier avec Attila.
- 450-457 : règne de Marcien
- 451 : Concile de Chalcédoine ; condamnation de Monophysisme
- 453 : mort d'Attila
- 457-474 : règne de Léon Ier
- 474-491 : règne de Zénon
- 476 : Chute de l’Empire romain d’Occident : Odoacre, en accord avec le pape, envoie les insignes impériaux romains et sa soumission à l'empereur d'Orient Zénon : légalement, la partie occidentale est ainsi réunifiée à la partie orientale par la soumission d'Odoacre.
- 478 : Le médecin Grec Anthime est banni de Byzance. Théodoric, roi des Ostrogoths, marche sur Constantinople. Zénon lui attribue alors le titre de « maître des milices » et l’envoie conquérir l’Italie tenue par Odoacre pour la gouverner au nom de l’Empire.
- 479 : Nouvelle révolte organisée contre l'empereur Zénon. Elle est organisée par deux frères de l'ex-impératrice Vérine, Romulus et Procope et un de ses gendres, Marcien. La révolte échoue grâce à l'intervention du général isaurien Illus.
- 484 : la publication de l'Hénotique en 482, tentative de conciliation des controverses christologiques entraîne le premier schisme entre les églises d’Orient et d’Occident jusqu’en 519
- 488: Zénon est rétabli sur le trône d'Orient. Il met fin aux troubles qui ont marqué son règne en payant le roi ostrogoth, Théodoric le Grand pour qu'il quitte l'Empire d'Orient et chasse Odoacre d'Italie.
- 491-518 : règne d'Anastase Ier, haut fonctionnaire époux de la veuve de Zénon, Ariane, fille de Léon Ier et de Vérine et lui succède. Les Isauriens entrent en révolte contre Anastase Ier qui a mis fin à leur influence, prépondérante sous Zénon, lui-même isaurien, à Constantinople. Ils sont écrasés à la bataille de Cotiæum.
- 496 : L'empereur d'Orient Anastase fait déposer le patriarche de Constantinople chalcédonien Euphemios.
- 497 : Anastase envoie les insignes impériaux à Théodoric le Grand, le reconnaissant comme son représentant en Occident.
- 498 : La menace isaurienne sur l'empire d'Orient est éliminée. Les forteresses montagnardes des Isauriens sont pacifiées dans le Sud de l'Asie Mineure.

### VIesiècle
- 512 : émeutes dues aux oppositions religieuses. Anastase, monophysite convaincu, réussit à calmer la foule de l’Hippodrome en se présentant devant elle.
- 518-527 : règne de Justin Ier, pourtant issu d’une famille de paysans.
- 523 : Justinien épouse Théodora.
- 525 : Antioche est détruite par un tremblement de terre.
- 527-565 : règne de Justinien Ier, reconquête de l’Afrique, de l’Italie, du sud de l’Espagne.
- 529 : le nouveau Codex de Justinien, réforme des vieilles lois romaines adaptées au christianisme, entre en vigueur. Il fait aussi fermer l’Académie de Platon.
- 532 : Sainte-Sophie et d’autres bâtiments sont incendiés durant la sédition Nika. Justinien la fait reconstruire bien plus grande, basilique Sainte-Sophie (Ιερός Ναός Αγίας Σοφίας) et modernise la ville en créant des citernes souterraines et la dote de nombreux autres bâtiments comme l’église Saint-Sauveur-in-Chora.
- 533 : Bélisaire l’emporte sur les Vandales à la bataille de l’Ad Decimum.
- 533–554 : Les généraux de Justinien, notamment Bélisaire (Βελισάριοϛ) reconquièrent l’Afrique du Nord, l'Espagne du Sud et l’Italie sur les Vandales et les Ostrogoths.
- 565- 578 : règne de Justin II.
- 568 : Les Lombards s'installent en Italie où l'Empire ne garde que Gênes, Venise, Ravenne, Rome et le Sud-Est; les Slaves (futurs Serbes et Bulgares) commencent à s'installer dans la partie européenne de l'Empire où ils se mêlent aux Grecs, aux Illyres (futurs Albanais) et aux Valaques (futurs Aroumains et Roumains). Le grec prend le pas sur le latin comme langue officielle et lingua franca.
- 572 : les Wisigoths attaquent Cordoue, principale cité de la Bétique byzantine.
- 577 : les premiers Slaves commencent à s'installer dans les Balkans, où vivent déjà des Albanais, des Grecs (surtout sur les côtes et dans les villes) et des Valaques (Thraces romanisés).
- 578-582 : règne de Tibère II Constantin, fils adoptif de Justin II et Sophie.
- 582-602 : règne de Maurice
- 590 : Grégoire le Grand devient pape.

### VIIesiècle
- 602-610 : règne de Phocas
- 610-641 : règne d’Héraclius ; vainqueur des Perses après une guerre longue et difficile, il perd la Syrie et l’Égypte contre les Arabes
- 614 : Jérusalem tombe aux mains des Perses.
- 614–627 : Les Perses occupent le Levant et l'Égypte. Les Lombards s'emparent de Gênes.
- 626 : Siège de Constantinople par les Perses côté asiatique, et les Avars côté européen.
- 634–641 : Les armées arabes conquièrent la Syrie, la Palestine et l’Égypte. Dans la décennie suivante, elles prennent aussi l’Afrique du Nord puis Chypre et la Sicile.
- 635 : Premiers succès des Arabes du calife Omar sur les Perses.
- 638 : 
  - Jérusalem tombe aux mains des Arabes.
  - adoption du monothélisme
- 639 : Invasion de l’Égypte byzantine par les Arabes.
- 641 : Deux empereurs sont successivement assassinés.
- 641-668 : règne de Constant II.
- 642 : Alexandrie tombe aux mains des Arabes.
- 649 : Première expédition maritime des Arabes contre l’empire byzantin.
- 653 : querelle du monothéisme ; arrestation du pape Martin Ier et sa condamnation à Constantinople
- 663 : installation de Constant II à Syracuse
- 667 : Création du premier thème.
- 668-695 : règne de Constantin IV Pogonat.
- 674 : Siège maritime de Constantinople durant 4 ans par les Arabes.
- 680 : troisième concile de Constantinople, condamnation du monothélisme
- 685-711 : règne de Justinien II.
- 695-698 : usurpation de Léonce
- 697 : Carthage tombe aux mains des Arabes. Fin de l’exarchat de Carthage.
- 698-705 : usurpation de Tibère III

### VIIIesiècle
- 705 :  Justinien II remonte sur le trône avec l’appui du khan bulgare Tervel.
- 708 : Tervel, khân de Bulgares, envahit la Thrace et bat les Byzantins à Anchialos.
- 711-713 : usurpation de Philippicos
- 712 : Tervel assiège Constantinople. La Bulgarie se constitue de part et d'autre du bas-Danube.
- 717-741 : règne de Léon III l’Isaurien. Il dépose Théodose III et met fin à 20 ans d'anarchie le 25 mars. Le 15 août, une immense flotte arabe fait le siège de Constantinople.
- 718 : La flotte arabe est mise en déroute par le feu grégeois et détruite par une tempête.
- 726 : 
  - le basileus Léon III lance la controverse iconoclaste.
  - promulgation d'un nouveau code
- 730–787 : Controverses iconoclastes.
- 739 : Léon III bat les Arabes à Akroïnon.
- 741-775 : règne de Constantin V
- 751 : L’exarchat de Ravenne est pris par les Lombards.
- 755–812 : Les Bulgares s'emparent de la majeure partie de la partie Européenne de l'Empire (qui ne garde que la Grèce et les côtes).
- 762 : Victoire décisive des Byzantins sur les Bulgares à la bataille de la plaine d’Anchialos.
- 775-780 : règne de Léon IV
- 777 : Le khan bulgare Telerig est baptisé à Constantinople. La Bulgarie adopte le slavon tandis que les Bulgares passent au christianisme.
- 780 797 : règne de Constantin VI.
- 787 : Le IIe concile de Nicée condamne l’iconoclasme.
- 797 : Irène fait crever les yeux de son fils Constantin VI et se proclame « empereur ».

### IXesiècle
- 802-811 : règne de Nicéphore Ier. Il monte sur le trône après un coup d’État écartant Irène..
- 811 : Nicéphore est tué par le Bulgare Krum.
- 813–843 : Controverses iconoclastes.
- 813 : L’armée byzantine sous les ordres de Michel Ier Rangabé est défaite à la bataille de Versinikia. Léon V l’Arménien monte sur le trône.
- 815 : Un synode à Constantinople lance la persécution des iconodules.
- 820 : Michel II devient empereur à la suite d'un complot.
- 824 : Les Sarrasins s’emparent de la Crète et l’occupent jusqu’en 961.
- 827 les Arabes conquièrent la Crète. Rome s'émancipe de plus en plus de l'Empire et le Pape se rapproche des rois Lombards et Francs.
- 829 : Théophile succède à son père Michel II.
- 843–1025 : La dynastie macédonienne s’impose. L’Empire reprend ses territoires européens aux Bulgares ainsi des îles (Crète et Chypre) aux Arabes. En 1014 à la Bataille de Kleidion, l'empereur Basile II devient le Bulgaroctone ("massacreur de Bulgares"). La frontière est à nouveau fixée sur le Danube. Les lettrés byzantins traduisent et sauvent nombre de précieux ouvrages romains et grecs anciens.
- 843 : Fin de l’iconoclasme.
- 860 : Les Russes attaquent Constantinople pour la première fois.
- 867 : Basile Ier devient le premier de la dynastie macédonienne et réforme l’État.
- 870 : La Bulgarie est dotée d’un patriarcat orthodoxe qui dépend de celui de Constantinople: c'est désormais une nation slave et chrétienne.

### Xesiècle
- 904 : Thessalonique est razziée par les Arabes.
- 913 : Début du règne de Constantin VII.
- 927 : Un traité de paix est signé entre Romain Lécapène et Pierre Ier de Bulgarie.
- 941 : Les Rus’ de Kiev attaquent les rives du Bosphore et mettent le siège sous les murailles de Constantinople où leur flotte est finalement détruite par le feu grégeois.
- 944 : Nouveau traité commercial signé entre Igor de Kiev et Byzance.
- 957 : La princesse russe Olga Prekrasa est reçue à Constantinople avec les honneurs.
- 963 : Nicéphore II Phocas est proclamé empereur après une brève période d’instabilité et est nommé régent des princes porphyrogénètes Basile et Constantin.
- 969 : Jean Ier Tzimiskès monte sur le trône en assassinant Nicéphore II.
- 976 : Basile II monte sur le trône.
- 989 : Le prince de Kiev Vladimir Ier se convertit à la foi orthodoxe, et avec lui toute la nation russe.

### XIesiècle
- 1007 : Basile II reprend la Basse Macédoine aux Bulgares.
- 1018 : Basile II entre dans la capitale bulgare et intègre la Bulgarie à l’empire byzantin après vingt ans de guerre continue. Il est surnommé le Tueur de Bulgares.
- 1025 : Mort de Basile II et fin de la période d’expansion de l’Empire.
- 1028 : Romain III Argyre devient empereur.
- 1034 : Michel IV le Paphlagonien succède à Romain III
- 1054 : Par le schisme entre les Églises d'Orient et d'Occident (connu en Occident sous le nom de "Schisme d'Orient"), l’Église romaine et le reste de la Pentarchie se séparent
- 1064 : Les Hongrois prennent Belgrade. Les Turcs seldjoukides conquièrent l’Arménie.
- 1071 : Bataille de Manzikert contre les Turcs seldjoukides. L’empereur Romain IV est battu par les Turcs selçuks (Seldjoukides). L'intérieur de l’Anatolie est perdu, l'Empire ne garde que les côtes. Cette même année, les dernières provinces ("Thèmes") d'Italie sont perdues face aux Normands de Sicile.
- 1081 : Établissement de la dynastie des Comnène par Alexis Ier. Le déclin cesse, une nouvelle opulence liée à l’essor économique apparaît tandis que l’art et la littérature connaissent également un renouveau. L'Empire est engagé dans les croisades, mais les Turcs établis en Anatolie convertissent les populations locales, peu enclines à payer une double taxation (les non-musulmans devaient un impôt spécial: le "haraç").
- 1091 : Les armées impériales défont les Petchénègues dans le Levounion (sur le Bas-Danube).
- 1095 : Le concile de Clermont lance la Première croisade.
- 1097 : Récupération de Nicée sur les Turcs avec l'aide des premiers croisés.
- 1097-1176 : Les armées de l'Empire reprennent une partie de l’Asie Mineure aux Turcs, et poussent vers l’Anatolie centrale; la Principauté croisée d’Antioche devient protectorat byzantin.
- 1099 : Les croisés prennent Jérusalem.

### XIIesiècle
- 1104 : Les forces byzantines reprennent Laodicée (auj. Lattaquié).
- 1111 : Alexis Ier concède des droits commerciaux importants à Pise.
- 1118 : Jean II Comnène devient empereur.
- 1143 : Manuel Ier Comnène succède à son père.
- 1147 : Deuxième croisade
- 1149 : La marine byzantine, aidée par la marine vénitienne, reprennent Corfou aux Normands: première mention du gouvernail d'étambot en Méditerranée[1].
- 1171 : Manuel Ier fait arrêter les Vénitiens et confisquer leurs biens.
- 1176 : Bataille de Myriokephalon. Manuel Ier Comnène tente de reprendre Ikônion/Konya, capitale des Seldjoukides mais échoue après la destruction de ses engins de siège. C'est l'échec de la tentative de récupération des plateaux Anatoliens.
- 1180 : mort de Manuel Ier. Le déclin de l’empire recommence. Les frères valaques Asan et Petru Deleanu soulèvent la Bulgarie.
- 1182 : Massacre des Latins de Constantinople.
- 1185 : Les Valaques se révoltent, s'allient avec les Bulgares, les Coumans et les Serbes, et fondent un deuxième état bulgare allant de la Macédoine et des Rhodopes aux Carpates et à la mer Noire, reconnu par le pape Innocent III[2].
- 1186 : Slaves et Valaques proclament l'indépendance du Regnum Bulgarorum et Valachorum. Les Serbes suivent: l'Empire est cette fois réduit à la Grèce et aux côtes de la péninsule des Balkans et de l'Anatolie.
- 1198 : Le pape Innocent III appelle à une nouvelle croisade après la reprise de Jérusalem par Saladin en 1187.

### XIIIesiècle
- 1204 : Constantinople est conquise par la Quatrième croisade qui y proclame l’Empire latin de Constantinople, tandis que les Byzantins conservent les Empires de Nicée et de Trébizonde, et le despotat d'Épire. D'autres états croisés se forment dans le centre de la Grèce et dans les îles Égéennes, tandis que les vénitiens et les génois s'emparent de la plupart des ports, de l'Eubée, de la Crète et de Chypre.
- 1261 : Constantinople est reprise aux Croisés par Michel VIII Paléologue, empereur byzantin de Nicée. Mais Vénitiens et Génois sont toujours là, et l'Empire, privé de ses sources de richesse, est très affaibli.

### XIVesiècle
- 1331 : Prise de Nicée par les Turcs ottomans: c'était une des dernières places fortes byzantines en Anatolie. Les Turcs ottomans, établis en Asie, en face de Constantinople, débarquent en Europe, à Gallipoli.
- 1338-1396 : Les Turcs ottomans conquièrent toute la péninsule des Balkans et encerclent Constantinople: l'Empire ne garde plus que sa capitale, quelques îles égéennes, et Mistra dans le Péloponnèse.
- 1373 : Le basileus Jean V Paléologue paye tribut au sultan ottoman.
- 1395 : Croisade contre les Turcs.

### XVesiècle
- 1443 : Nouvelle croisade allemande, hongroise, polonaise et valaque contre les Turcs ottomans (défaite à la bataille de Varna en 1444).
- 1453 : Les Ottomans conquièrent Constantinople. Constantin XI Paléologue le dernier empereur de l’Empire romain d’Orient, meurt au combat sur les remparts. Fin de l’Empire romain d’Orient.
- 1460 : Le despotat de Morée dans le Péloponnèse, tombe aux mains des Turcs ottomans.
- 1461 : Les Ottomans conquièrent Trébizonde et Mistra ;
- 1475 : ils conquièrent Doros : fin des derniers états byzantins.